# Ecuador a 2000. évi nyári olimpiai játékokon
Ecuador az ausztráliai Sydneyben megrendezett 2000. évi nyári olimpiai játékok egyik részt vevő nemzete volt. Az országot az olimpián 5 sportágban 10 sportoló képviselte, akik érmet nem szereztek.

## Atlétika
Férfi
| Versenyző       | Versenyszám     | Eredmény | Helyezés |
| --------------- | --------------- | -------- | -------- |
| Silvio Guerra   | Maraton         | 2:16:27  | 14.      |
| Jefferson Pérez | 20 km gyaloglás | 1:20:18  | 4.       |

Női
| Versenyző      | Versenyszám | Eredmény | Helyezés |
| -------------- | ----------- | -------- | -------- |
| Martha Tenorio | Maraton     | 2:33:54  | 25.      |

## Cselgáncs
Férfi
| Versenyző     | Versenyszám | Selejtező         | 32-es főtábla                             | Nyolcaddöntő      | Negyeddöntő       | Elődöntő          | Vigaszág első kör | Vigaszág negyeddöntő | Vigaszág elődöntő | Bronz- mérkőzés   | Döntő             | Helyezés    |
| Versenyző     | Versenyszám | Ellenfél Eredmény | Ellenfél Eredmény                         | Ellenfél Eredmény | Ellenfél Eredmény | Ellenfél Eredmény | Ellenfél Eredmény | Ellenfél Eredmény    | Ellenfél Eredmény | Ellenfél Eredmény | Ellenfél Eredmény | Helyezés    |
| ------------- | ----------- | ----------------- | ----------------------------------------- | ----------------- | ----------------- | ----------------- | ----------------- | -------------------- | ----------------- | ----------------- | ----------------- | ----------- |
| Juan Barahona | Légsúly     | erőnyerő          | Gheorghe Kurgheleasvili (MDA) · 0000-0000 | kiesett           | kiesett           | kiesett           |                   |                      |                   |                   |                   | helyezetlen |

Női
| Versenyző    | Versenyszám | Selejtező                            | Nyolcaddöntő      | Negyeddöntő       | Elődöntő          | Vigaszág első kör | Vigaszág negyeddöntő | Vigaszág elődöntő | Bronz- mérkőzés   | Döntő             | Helyezés    |
| Versenyző    | Versenyszám | Ellenfél Eredmény                    | Ellenfél Eredmény | Ellenfél Eredmény | Ellenfél Eredmény | Ellenfél Eredmény | Ellenfél Eredmény    | Ellenfél Eredmény | Ellenfél Eredmény | Ellenfél Eredmény | Helyezés    |
| ------------ | ----------- | ------------------------------------ | ----------------- | ----------------- | ----------------- | ----------------- | -------------------- | ----------------- | ----------------- | ----------------- | ----------- |
| Carmen Chalá | Nehézsúly   | Colleen Rosensteel (USA) · 0001-0001 | kiesett           | kiesett           | kiesett           |                   |                      |                   |                   |                   | helyezetlen |

## Sportlövészet
Női
| Versenyző   | Versenyszám | Selejtező | Selejtező | Döntő   | Döntő    |
| Versenyző   | Versenyszám | Pont      | Helyezés  | Pont    | Helyezés |
| ----------- | ----------- | --------- | --------- | ------- | -------- |
| Carmen Malo | Légpisztoly | 378       | 21.*      | kiesett | kiesett  |

* - két másik versenyzővel azonos eredményt ért el

## Súlyemelés
Férfi
| Versenyző   | Versenyszám | Szakítás | Szakítás | Lökés    | Lökés    | Összesen | Helyezés |
| Versenyző   | Versenyszám | Eredmény | Helyezés | Eredmény | Helyezés | Összesen | Helyezés |
| ----------- | ----------- | -------- | -------- | -------- | -------- | -------- | -------- |
| Boris Burov | 105 kg      | 182,5    | 10.      | 205,0    | 11.      | 387,5    | 10.      |

## Úszás
Férfi
| Versenyző       | Versenyszám    | Előfutam | Előfutam | Előfutam | Elődöntő | Elődöntő | Elődöntő | Döntő   | Döntő    |
| Versenyző       | Versenyszám    | Idő      | Hely.    | Össz.    | Idő      | Hely.    | Össz.    | Idő     | Helyezés |
| --------------- | -------------- | -------- | -------- | -------- | -------- | -------- | -------- | ------- | -------- |
| Julio Santos    | 50 m gyors     | 22,83    | 6.       | 19.      | kiesett  | kiesett  | kiesett  | kiesett | kiesett  |
| Felipe Delgado  | 100 m gyors    | 52,78    | 7.       | 56.      | kiesett  | kiesett  | kiesett  | kiesett | kiesett  |
| Roberto Delgado | 100 m pillangó | 56,07    | 5.       | 46.      | kiesett  | kiesett  | kiesett  | kiesett | kiesett  |
| Roberto Delgado | 200 m pillangó | 2:08,18  | 3.       | 43.      | kiesett  | kiesett  | kiesett  | kiesett | kiesett  |